# Джаныбеков, Камчибек Джаныбекович
Камчибек Джаныбекович Джаныбеков (1 ноября 1941 — 11(?) февраля 2021) — советский и киргизский работник транспорта, директор Бишкекского троллейбусного управления (1973—2006), заслуженный работник транспорта Киргизской Республики.

## Биография
Камчибек Джаныбеков родился 1 ноября 1941 года в селе Ден-Арык, Чуйский район, в семье крестьянина колхозника. Окончил Московский энергетический институт по направлению электрификации промышленности и транспорта.
В 1966 году начал трудовую деятельность с должности инженера в Бишкекском троллейбусном управлении. В 1973 году был назначен директором управления. При нём к концу 80-х — началу 90-х был достигнут пик развития троллейбусной системы Бишкека. Город обслуживало 18 маршрутов, общая протяжённость которых составляла 232 км, действовало 18 преобразовательных подстанций с установленной мощностью 43 тысяч кВт. В 2006 году его на посту сменил Муратбай Уметов. Также Джаныбеков избирался депутатом Фрунзенского городского Совета народных депутатов.
Джаныбеков был почётным гражданином города Бишкек, являлся председателем Ассоциации электрического транспорта по СНГ. Был отмечен грамотами, благодарственными письмами и государственными наградами, персональный пенсионер.
Скончался в феврале 2021 года, мэрия сообщила о смерти Джаныбекова 11 февраля.